# Pygopleurus ottomanus
Pygopleurus ottomanus là một loài bọ cánh cứng trong họ Glaphyridae. Loài này được Baraud miêu tả khoa học năm 1989.